# أسل سيفي الشكل
أسل سيفي الشكل (الاسم العلمي: Juncus xiphioides) نوع نباتي يتبع جنس الأسل وينتمي إلى الفصيلة الأسلية.